# Cartodere nodifer
Cartodere nodifer é uma espécie de insetos coleópteros polífagos pertencente à família Latridiidae.
A autoridade científica da espécie é Westwood, tendo sido descrita no ano de 1839.
Trata-se de uma espécie presente no território português.